# Jost Erdmann von Arnim
Jost Erdmann von Arnim ferner Just Erdmann von Arnim (* 1714; † 20. Mai 1789 in Minden) war ein preußischer Offizier, zuletzt im Range eines Obersts.

## Leben

### Herkunft
Jost Erdmann war Angehöriger des uckermärkischen Adelsgeschlecht von Arnim. Seine Eltern waren der Erbherr auf Fredenwalde II, Hans Adolph von Arnim (1660–1731) und dessen dritte Ehefrau Eleonore von Thermo a.d.H. Warsin.

### Werdegang
Arnim wurde am 27. Mai 1714 in Fredenwalde getauft. Er wurde am 9. April 1729 Kadett und trat am 28. September desselben Jahres als Fahnenjunker in Regiment des Königs ein. Im Juni 1740 wurde er bei der neuerrichteten Garde zum Fähnrich befördert und soll noch im selben Jahr sowohl zum Sekonde- als auch zum Premierleutnant avanciert sein. Im Jahre 1744 wurde Arnim vom König zum Stabskapitän befördert, im Jahr darauf wurde er Kompaniechef. Im Dezember 1757 erhielt er den Ordens Pour le Mérite. Ein Grenadierbataillon, zusammengesetzt aus je zwei Kompanien der Regimenter Jung-Tresckow und Hautcharmoy wurde ihm 1758 überantwortet. Mit seinem Bataillon hatte Arnim wesentlichen Anteil an der Erstürmung von Fort Nr. 1 in Schweidnitz. Vom König wurde er 1763 als ältester Major zum Regiment Neuwied versetzt. Hier avancierter er am 2. Juni 1764 zum Oberstleutnant und im August 1767 zum Oberst. Als Regimentskommandeur hat 1773 seinen Abschied mit einem Gnadengehalt erhalten.
Arnim hatte an allen drei schlesischen Kriegen teilgenommen. Er kämpfte in den Schlachten von Hohenfriederberg, Soor, Leuthen (verwundet, PLM) und Landeshut (verwundet und gefangen).

### Familie
Arnim vermählte sich 1773 in Minden mit Anna Dorothea Wernichen († 1793). Mit dieser hatte er drei natürliche am 24. Juni 1768 legitimierte Söhne.
- Ferdinand Ludwig von Arnim (1753–1792), preußischer Hauptmann
- Hans Erdmann von Arnim (1756–1799), preußischer Major und Ritter des Pour le Mérite,[5] ⚭ 1788 Johanna Wartenberg[6] († 1852), Eltern von Leopold von Arnim (1794–1856), Generalleutnant und Kommandeur der 14. Kavallerie-Brigade in Düsseldorf
- Carl Friedrich von Arnim (1765–1818), studierte in Halle